# Stadio Marcello Melani
Stadio Marcello Melani, je fotbalový stadion v italském městě Pistoia, v regionu Toskánsko. Byl vystaven v roce 1966.

## Historie
Stadion byl slavnostně otevřen 25. června 1966 pod názvem Stadio comunale di Pistoia. Stadion měl tehdy dva sektory. Po postupu do nejvyšší ligy v roce 1980 se přidal jeden sektor. Dne 6. prosince 2006 se stadion přejmenoval na Stadio Marcello Melani po prezidentovi klubu, který vedl v letech 1974 až 1984.